# Virtual Studio Technology
Virtual Studio Technology, VST och VSTi är en av Steinberg Media Technologies utvecklad mjukvaruteknik för att i form av ljudpluginner skapa eller manipulera ljud på datoroperativsystemen Windows, Mac OS eller Linux.

## Plugin-typer
- VST-instrument (VSTi) fungerar som ett musikinstrument, vilket till exempel kan vara en synthesizer eller sampler.
- VST-effekter (VST) är ljudprocesseringseffekter, till exempel ett reverb eller kompressor.
- VST MIDI-effekter bearbetar MIDI-signaler.

## Konkurrerande tekniker
- Apples Audio Units, (för Apple-datorer)
- Avids AAX (för Pro Tools)
- LV2 (för Linux)
- Microsofts DirectX (för Windows)